# Brachistus stramonifolium
Brachistus stramonifolium ist eine Pflanzenart aus der Gattung Brachistus in der Familie der Nachtschattengewächse (Solanaceae).

## Beschreibung
Brachistus stramonifolium ist ein bis zu sechs Meter hoher Strauch oder Baum, dessen Zweige mit kurzen, dichten, meistens anliegenden, einfachen oder drüsigen Trichomen besetzt sind. Die Blätter sind breit eiförmig, bis zu 25 Zentimeter lang und geschwungen mit ein bis vier Zähnen je Seite berandet, gelegentlich jedoch auch ganzrandig. Die Spitze und die Lappen sind spitz zulaufend, die Basis ist meist abgeschnitten und leicht halbseitig. Die Blattvenen und die Blattflächen sind weich flaumhaarig mit aufrecht stehenden Trichomen besetzt. Die Blattstiele sind etwa halb so lang wie die Blattspreite und ebenfalls flaumhaarig behaart. Kleinere Blätter kommen selten vor, sie haben dann weniger als die halbe Länge der größeren Blätter.
Die Blüten stehen als Büschel aus mehreren Blüten in den Blattachseln, Blütenstandstiele sind nicht zu erkennen, die Blütenstiele sind etwa zehn Millimeter lang, während der Blütezeit behaart und gebogen, an der Frucht später kahl werdend und sich verlängernd. Der Blütenkelch ist sowohl etwa vier Millimeter breit als auch lang und mit vier spitz zulaufenden, etwa einen Millimeter langen Kelchzähnen besetzt und behaart. Durch Trocknen tritt die Nervatur sehr deutlich hervor. An der reifen Frucht ist der Kelch vergrößert und umschließt diese teilweise oder vollständig. Die sieben bis neun Millimeter lange, gelbe Krone ist auf der Außenseite und dem oberen Bereich der Innenseite behaart, etwa ein Drittel oder weiter eingeschnitten. Die so entstehenden Kronlappen sind abgestumpft. Die Staubfäden sind auf der zur Blütenachse zeigenden (ventralen) Seite behaart, sie setzen in etwa in der Mitte der Kronröhre an. Sie sind etwas kürzer als die länglichen Staubbeutel, die zwischen zwei bis drei Millimeter lang sind und über den Kronrand hinausstehen.
Die Frucht ist eine zehn Millimeter große, kugelförmige, eingedrückte Beere.

## Vorkommen
Die Art kommt vor allem in Mexiko vor, es gibt jedoch auch Berichte über Funde aus El Salvador, Costa Rica und Panama.